# Date
Date (伊達市; -shi) é uma cidade japonesa localizada na subprovíncia de Iburi, na província de Hokkaido.
Em 2003 a cidade tinha uma população estimada em 35 468 habitantes e uma densidade populacional de 208,33 h/km². Tem uma área total de 170,25 km².
Recebeu o estatuto de cidade a 1 de Abril de 1972.

## Geografia
Como resultado da fusão Date pode ser essencialmente dividido em duas secções: a área florestal Otaki e a área histórica da cidade. Otaki é o lar de Sankaidaki cai e a Shirakinu. A área histórica da cidade contém edifícios que foram construídos por samurais, dos quais o mais famoso é o templo de Usu-Zenkou.

## História
O nome "Datr" vem do clã Date. No distrito do continente Date de Fukushima o clã Date subiu ao poder no século XII. O castelo de origem do clã Date era o castelo Yanagawa do Distrito Data antes do período Edo e se tornou o castelo Sendai depois. O clã Date governou o Miyagi todo e Sul da prefeitura de Iwate e foi um dos daimyos mais influentes.
|              | Norte: Sobetsu |                    |
| Oeste: Abuta | Date           | Leste: Noboribetsu |
|              | Sul: Muroran   |                    |

## Cidades-irmãs
- Missoula, EUA
- Watari, Japão
- Shinchi, Japão
- Yamamoto, Japão
- Shibata, Japão